# Pangrapta disruptalis
Pangrapta disruptalis là một loài bướm đêm trong họ Erebidae.